# Campeonato Russo de Futebol de 2012–13 – Segunda Divisão
O Campeonato Russo de Futebol - Segunda Divisão de 2012-13 foi o vigésimo primeiro torneio desta competição. Participaram dezessete equipes. O nome do campeonato era "Campeonato Nacional de Futebol" (Pervenstvo Futbolnoy Natsionalnoy Ligi), dado que a primeira divisão era a "Liga Premier". O campeão e o vice são promovidos e dois são rebaixados para a terceira divisão.

## Participantes
| Equipe                            | Cidade        | Região                 | No ano anterior                                                       | Estádio             | Capacidade | Títulos        | Participações |
| --------------------------------- | ------------- | ---------------------- | --------------------------------------------------------------------- | ------------------- | ---------- | -------------- | ------------- |
| FC SKA-Energiya Khabarovsk        | Khabarovsk    | Krai de Khabarovsk     | Terceiro Lugar (Torneio da Morte)                                     | Estádio Lênin       | 15.200     | 0 (não possui) | 13            |
| FC Ural Sverdlovskaya Oblast      | Ecaterimburgo | Oblast de Sverdlovsk   | Sexto Lugar (Hexagonal Final)                                         | Estádio Central     | 30.000     | 0 (não possui) | 10            |
| FC Baltika Kaliningrado           | Kaliningrado  | Oblast de Kaliningrado | Sétimo Lugar (Torneio da Morte)                                       | Estádio Baltika     | 14.000     | 1 (1995)       | 15            |
| FC Shinnik Iaroslavl              | Iaroslavl     | Oblast de Iaroslavl    | Rebaixado no Torneio de Promoção                                      | Estádio Shinnik     | 22.000     | 2 (2001, 2007) | 9             |
| FC Volgar Astracã                 | Astracã       | Oblast de Astracã      | Sexto Lugar (Torneio da Morte)                                        | Estádio Central     | 21.500     | 0 (não possui) | 10            |
| FC Khimki                         | Khimki        | Oblast de Moscovo      | Quinto Lugar (Torneio da Morte)                                       | Arena Khimki        | 18.000     | 1 (2006)       | 8             |
| FC Sibir Novosibirsk              | Novosibirsk   | Oblast de Novosibirsk  | Sétimo Lugar (Hexagonal Final)                                        | Estádio Spartak     | 12.500     | 0 (não possui) | 11            |
| Torpedo Moscovo                   | Danilovsky    | Moscovo                | Oitavo Lugar (Hexagonal Final)                                        | Estádio Lujniki     | 81.000     | 0 (não possui) | 4             |
| FC Yenisey Krasnoyarsk            | Krasnoyarsk   | Krai de Krasnoyarsk    | Segundo Lugar (Torneio da Morte)                                      | Estádio Central     | 22.500     | 0 (não possui) | 8             |
| PFC Spartak Nalchik               | Nalchik       | Cabárdia-Balcária      | Rebaixado do Campeonato Russo de Futebol de 2011-12                   | Estádio Spartak     | 14.400     | 0 (não possui) | 13            |
| FC Salyut Belgorod                | Belgorod      | Oblast de Belgorod     | Acesso pelo Campeonato Russo de Futebol de 2011-12 - Terceira Divisão | Estádio Salyut      | 12.000     | 0 (não possui) | 6             |
| FC Metallurg-Kuzbass Novokuznetsk | Novokuznetsk  | Oblast de Kemerovo     | Acesso pelo Campeonato Russo de Futebol de 2011-12 - Terceira Divisão | Estádio Metallurg   | 8.500      | 0 (não possui) | 8             |
| FC Rotor Volgogrado               | Volgogrado    | Oblast de Volgogrado   | Acesso pelo Campeonato Russo de Futebol de 2011-12 - Terceira Divisão | Estádio Central     | 32.120     | 0 (não possui) | 2             |
| FC Petrotrest São Petersburgo     | Petrogrado    | São Petersburgo        | Acesso pelo Campeonato Russo de Futebol de 2011-12 - Terceira Divisão | Estádio Petrovsky   | 21.570     | 0 (não possui) | 2             |
| FC Tom Tomsk                      | Tomsk         | Oblast de Tomsk        | Rebaixado do Campeonato Russo de Futebol de 2011-12                   | Estádio Trud        | 15.000     | 0 (não possui) | 10            |
| FC Neftekhimik Nizhnekamsk        | Nizhnekamsk   | Tartaristão            | Acesso pelo Campeonato Russo de Futebol de 2011-12 - Terceira Divisão | Estádio Neftekhimik | 3.000      | 0 (não possui) | 11            |
| FC Ufa                            | Ufa           | Bascortostão           | Acesso pelo Campeonato Russo de Futebol de 2011-12 - Terceira Divisão | Estádio Dínamo      | 4.500      | 0 (não possui) | 1             |

## Regulamento
O campeonato foi disputado no sistema de pontos corridos em turno e returno. Ao final, o campeão e o vice eram promovidos para o Campeonato Russo de Futebol de 2013-14, enquanto o terceiro e o quarto lugares iriam para o Torneio de Promoção; duas equipes eram rebaixadas para o Campeonato Russo de Futebol de 2013-14 - Terceira Divisão.

## Resultados do Campeonato
Ural foi o campeão; junto com o vice, Tom, foi promovido para a primeira divisão russa.

Spartak de Nalchik e SKA foram classificados para o Torneio de Promoção. 

Khimki e Volgar foram rebaixados para a terceira divisão russa.

## Torneio de Promoção
| Equipe                     | Cidade        | Região             | No ano anterior                                                      | Estádio             | Capacidade | Títulos        | Participações |
| -------------------------- | ------------- | ------------------ | -------------------------------------------------------------------- | ------------------- | ---------- | -------------- | ------------- |
| FC SKA-Energiya Khabarovsk | Khabarovsk    | Krai de Khabarovsk | Acesso pelo Campeonato Russo de Futebol de 2012-13 - Segunda Divisão | Estádio Lênin       | 15.200     | 0 (não possui) | 1             |
| PFC Spartak Nalchik        | Nalchik       | Cabárdia-Balcária  | Acesso pelo Campeonato Russo de Futebol de 2012-13 - Segunda Divisão | Estádio Spartak     | 14.400     | 0 (não possui) | 1             |
| FC Krilia Sovetov Samara   | Samara        | Oblast de Samara   | Décimo Quarto Lugar na Primeira Divisão                              | Estádio Metallurg   | 33.320     | 0 (não possui) | 2             |
| FC Rostov                  | Rostov do Don | Oblast de Rostov   | Décimo Terceiro Lugar na Primeira Divisão                            | Estádio Rostselmash | 15.840     | 0 (não possui) | 2             |

Rostov e Krilia foram promovidos; SKA-Energiya e Spartak de Nalchik foram rebaixados.

## Campeão
| Campeão Russo da Segunda Divisão de 2012-13 |
| ------------------------------------------- |
| FC Ural Sverdlovskaya Oblast 1° Título      |